# Fushë Kuqe
Fushë Kuqe là một xã trong quận Kurbin thuộc hạt Lezhë, Albania. Dân số năm 2005 là 6122 người.